# Circuito di Solitude
Il circuito di Solitude (in tedesco: Solitude-Rennstrecke o, più di rado, Solitude-Ring) è un circuito motoristico tedesco in disuso situato fra le città di Stoccarda, Leonberg e Büsnau, lungo la Mahdental (Valle di Mahden), nel Baden-Württemberg, attivo tra gli anni venti e gli anni sessanta. Come molti circuiti ad esso contemporanei, il tracciato era composto da strade pubbliche chiuse in occasione delle competizioni, che erano denominate Solitude-Rennen. Deve il suo nome al vicino Schloss Solitude (in italiano: Castello della Solitudine), residenza di caccia del Duca di Württemberg, costruito tra il 1764 e il 1769 e traguardo di molte cronoscalate disputatesi a partire dal 1903.

## La storia
La prima competizione motoristica tenutasi nei pressi dello Schloss Solitude fu una cronoscalata motociclistica con partenza dalla Westbahnhof (stazione ferroviaria ovest) di Stoccarda e arrivo al castello, mentre dal 1906 la parte iniziale del percorso mutò in seguito allo spostamento della partenza presso la sede del circolo di tiro a segno nel sobborgo di Heslach e tale configurazione del tracciato fu utilizzata fino al 1924, con l'ampliamento della gara anche alle automobili a partire dal 1922. Nel 1925 si decise di cambiare il tipo di competizione e si istituì in circuito della lunghezza di circa 22 km denominato Rund um die Solitude, che partiva a poca distanza dal castello per fare il giro in senso antiorario del Glemswald (bosco di Glems) passando per Ramtel, Eltinger Eck (dove cominciava la risalita della Mahdental) e Glemseck, lasciando qui la vallata per risalire verso Frauenkreuz e da qui scendere verso Schatten, dove riprendeva la Mahdental per poi ritornare al traguardo percorrendo gran parte della stessa salita dove si erano disputate le cronoscalate e passando per il castello.

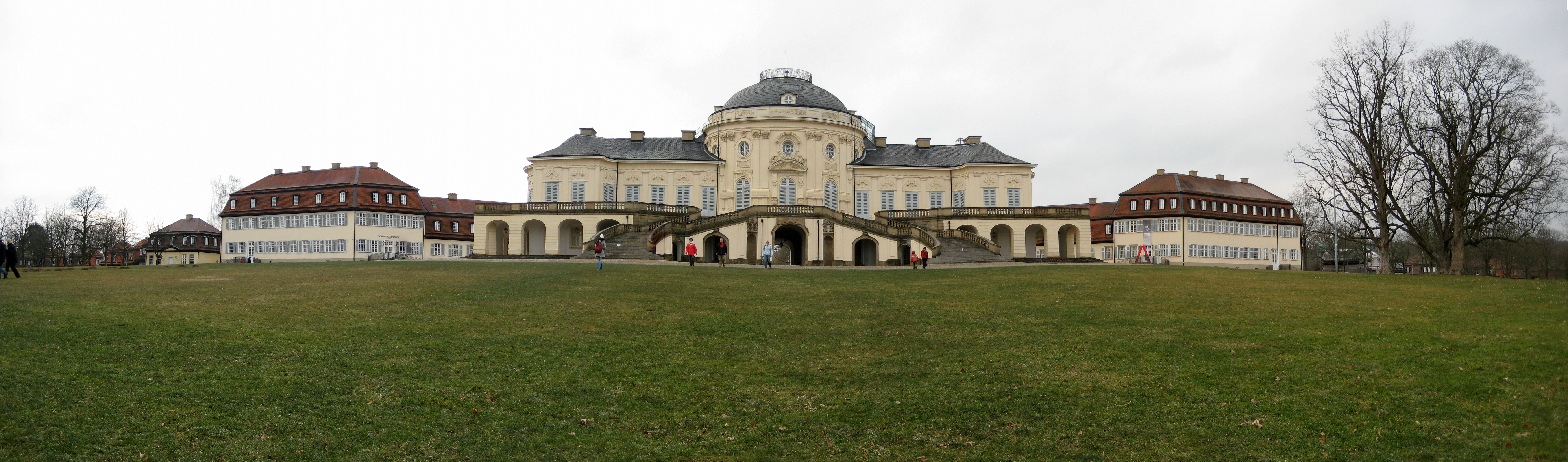
La facciata settentrionale dello Schloss Solitude traguardo delle cronoscalate e punto caratteristico del Rund um die Solitude.

Tale circuito, da molti ritenuto probante quasi quanto quello della Targa Florio (sebbene le lunghezze non fossero comparabili), attrasse concorrenti anche dall'estero e il prestigio della gara crebbe a livello europeo così come il numero di spettatori.
Ragioni di sicurezza imposero dapprima l'esclusione delle auto dal circuito (a partire dal 1928) e dal 1931 il tracciato fu modificato invertendone il senso di percorrenza da antiorario ad orario e riducendone la lunghezza a circa 19 km mediante l'esclusione della sezione tra Frauenkreuz e Schatten, sostituita dalla sezione della strada che percorre la Mahdental che non era percorsa in precedenza: ora il tracciato scendeva lungo il percorso delle cronoscalate, continuava la discesa costeggiando il fiume Glems fino a Eltinger Eck, per poi svoltare a destra e risalire al castello attraversando Ramtel. Nel 1935 il tracciato trovò la sua configurazione più nota e duratura, quella di 11,4 km che, abbandonando la tradizionale partenza dallo Schloss Solitude, saliva dalla valle di Mahden verso Frauenkreuz per poi ridiscendere verso Schatten e percorrere la Mahdental in discesa ritornando verso il traguardo.

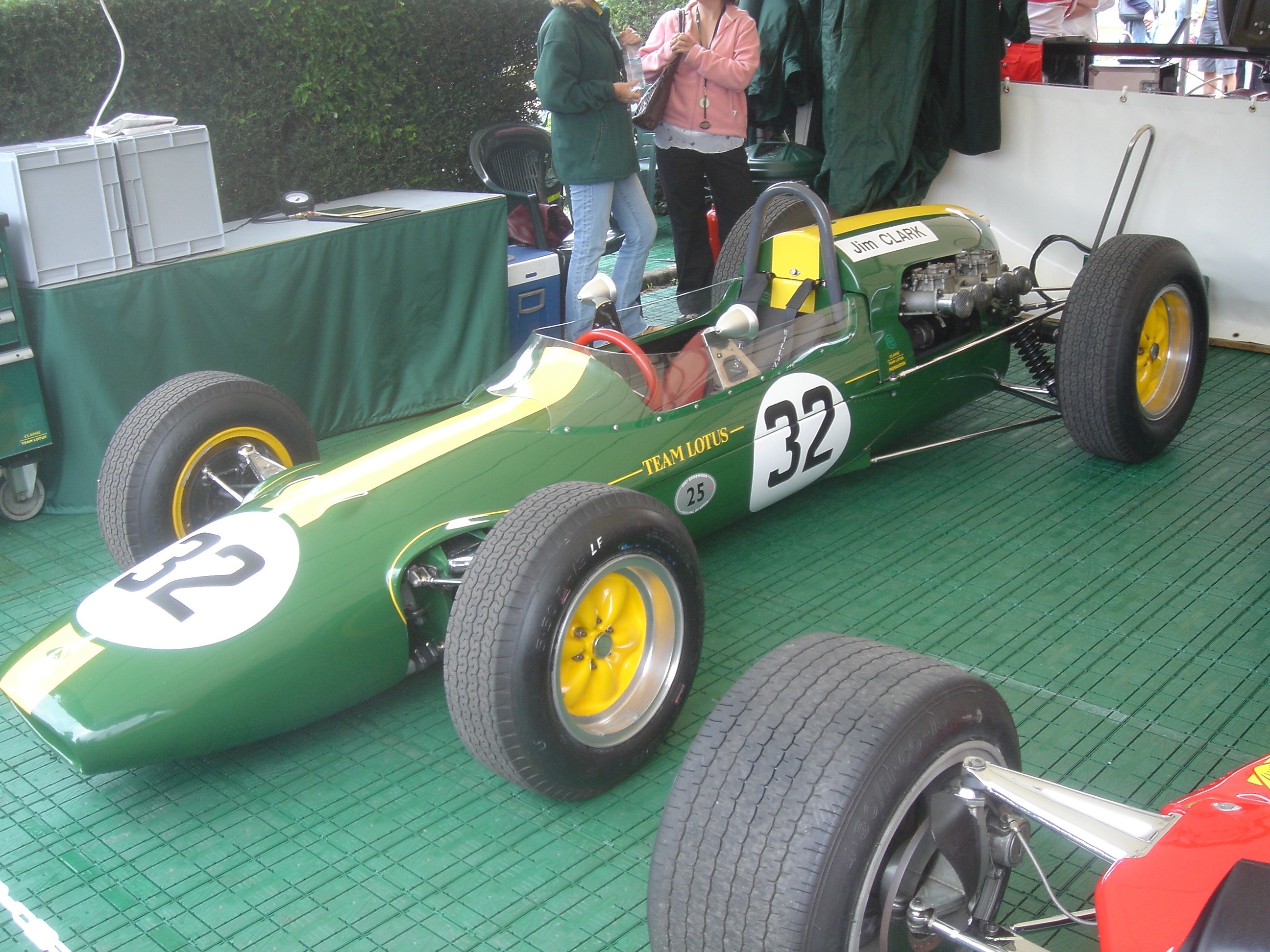
La Lotus 25. Con una vettura come questa, Jim Clark segnò il giro record del tracciato durante il Großer Preis der Solitude 1963

Oltre alle competizioni, il circuito di Solitude fu sede di collaudi da parte di Mercedes, Porsche e NSU, le cui sedi si trovano (o si trovavano) a pochi chilometri dal tracciato.
Tra il 1952 e il 1964 ospitò alcune edizioni del Gran Premio motociclistico di Germania, alternandosi ai circuiti del Nürburgring, dello Schottenring e a quello di Hockenheim.
Oltre alle competizioni motociclistiche, nel dopoguerra anche le auto gareggiarono ai massimi livelli sul circuito di Solitude, che, dopo essere stato teatro di gare di Formula Junior, Formula 2, vetture turismo e rally, arrivò ad ospitare la Formula 1 dal 1961 al 1964 per il Großer Preis der Solitude, gara fuori campionato che di norma si disputava lo stesso giorno del Gran Premio motociclistico di Germania, attirando così folle immense di spettatori.
Dopo la sua chiusura, le competizioni si spostarono sul vicino Hockenheimring, da poco ristrutturato e reso un autodromo permanente, e le prime gare su tale tracciato mantennero la denominazione di Solituderennen.
Nel 1998 il tratto di circa 600 m tra le curve di FrauenKreuz e Dreispitz è stato riforestato come compensazione dei lavori di disboscamento effettuati per fare spazio ad una stazione di servizio autostradale poco distante.
A partire dal 2003, in occasione del centenario della prima competizione, si sono tenuti diversi eventi commemorativi, sebbene quasi tutti circoscritti all'area nelle vicinanze dello Schloss Solitude, ma nel giugno 2011 il raduno si è svolto lungo il tracciato del dopoguerra, sebbene la sezione FrauenKreuz-Dreispitz fosse stata sostituita da un percorso alternativo di poco più lungo.

## Il tracciato

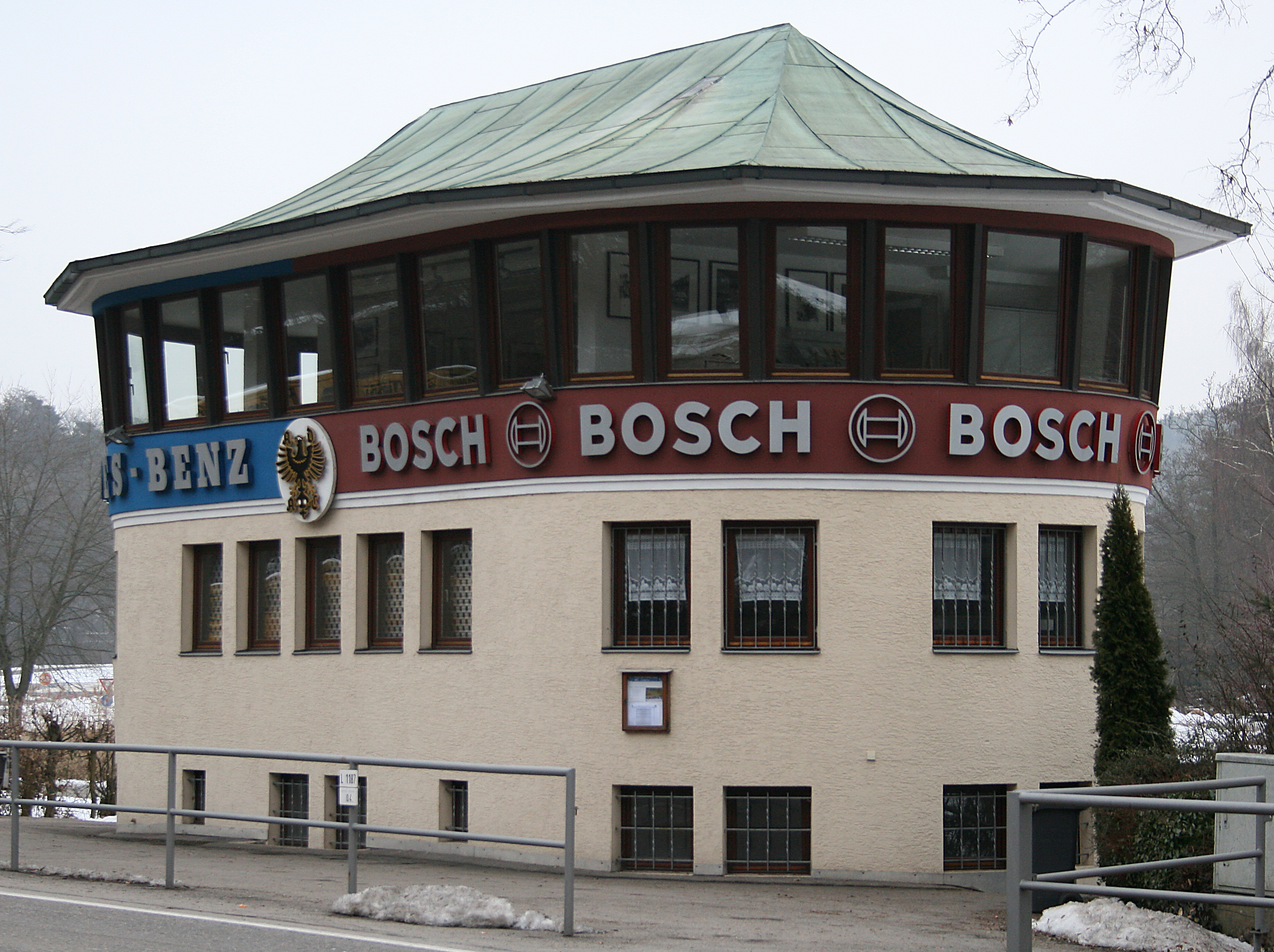
L'edificio della direzione gara, ancora intatto

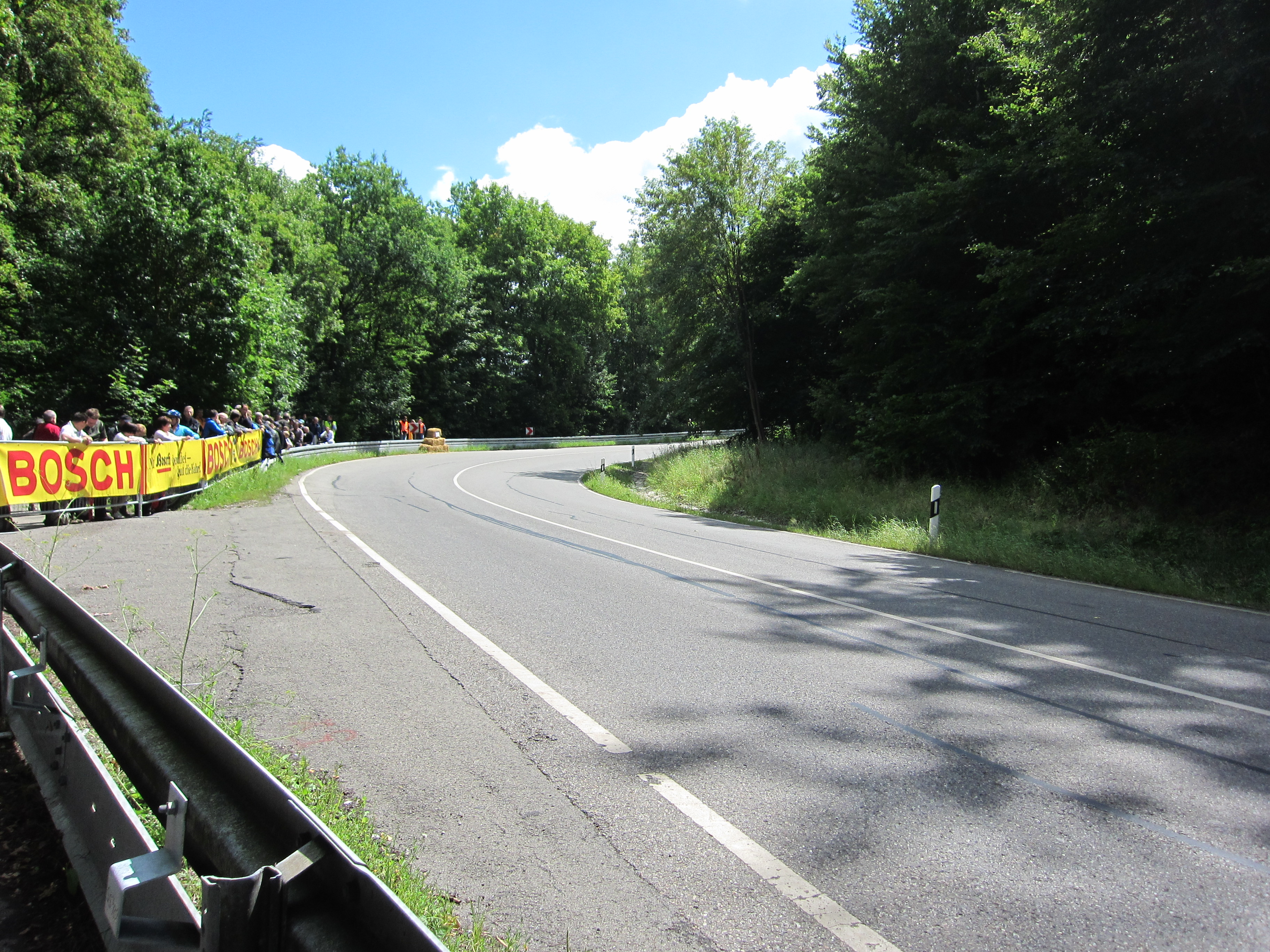
L'ingresso del tornante in salita denominato Hedersbachkurve

Il circuito di Solitude era molto veloce e la sua pericolosità era data dal fatto di svilupparsi in un bosco, con gli alberi a ridosso della sede stradale, che non era molto larga. Il rettilineo di partenza (il punto più basso del tracciato - 383m s.l.m.) era posto sulla strada della Mahdental e non era molto lungo, ma era ampio ed era caratterizzato dalla torre della direzione gara posta sulla sinistra (ancora oggi esistente) e dai box sulla destra, che avevano la particolarità di non essere paralleli alla pista: il primo distava da essa una ventina di metri, mentre l'ultimo solo una decina e questo espediente, unito all'assenza del muretto dei box (caratteristica diffusa sui circuiti dell'epoca), permetteva alle squadre di avere una migliore visuale dei concorrenti in arrivo, in quanto non si occludevano la visuale a vicenda.
Subito dopo la partenza vi era un incrocio nei pressi dell'edificio chiamato Seehaus e il tracciato svoltava a sinistra su un corto tratto di strada seguito da un'altra svolta a sinistra di 90°, formando un ampio tornante da percorrere con un'unica traiettoria e denominato tornante di Glemseck. Subito dopo la pista si inerpicava sulla collina passando per uno stretto e ripido tornante a destra, la Hedersbachkurve, continuando a salire con punte di ripidità del 18% inoltrandosi in mezzo al bosco con gli alberi a ridosso del tracciato verso la sinuosa Hedersbachebene e FrauenKreuz (il punto più alto del tracciato - 502m s.l.m.), dove la pista svoltava a sinistra all'incrocio, formando una velocissima curva sulla cresta, seguita dall'altrettanto veloce svolta a sinistra di Dreispitz e dal curvone a destra in discesa di Lettenlöcher. Qui la strada scendeva rapidamente verso la successiva secca curva a sinistra nei pressi del lago Steinbachsee, dove la compressione delle sospensioni dovuta al cambio di pendenza aumentava l'aderenza e permetteva di mantenere alta la velocità di percorrenza, sfiorando gli alberi al bordo esterno della curva, senza possibilità di errore. Da qui in poi il tracciato era fondamentalmente piatto e livellato, con alcune leggere curve da affrontare in pieno, passando poi vicino al villaggio di Büsnau, fino allo stretto tornante a destra in discesa di Schatten, con l'albergo all'esterno della curva e il successivo tornante a sinistra, dove gli spettatori si assiepavano per veder ammirare i concorrenti costretti a rallentare per affrontare il tratto più lento del tracciato.
Dopo i due tornanti, la pista picchiava dritta verso Schattengrund, l'incrocio dove si svoltava a sinistra sulla strada che, provenendo da Stoccarda, riportava i concorrenti verso il traguardo. Questi ultimi 3,5 km del tracciato, stretti tra il terrapieno a destra e il fiume Glems a sinistra erano i più impegnativi perché le 10 curve a sinistra e le 8 a destra non davano tregua ai concorrenti, che dovevano mantenere la massima concentrazione per non essere indotti all'errore dalla loro somiglianza e dalla mancanza di specifici punti di riferimento nell'ambiente circostante. Tanta era la difficoltà per i piloti che Phil Hill, il campione del mondo di Formula 1 del 1961, riteneva più difficile da memorizzare questo tratto di pista che l'intero Nürburgring (che all'epoca aveva più di 170 curve).

## Albo d'oro
Großer Preis der Solitude fonte: Solitude-Rennveranstaltungen - Ergebnislisten (race results) 1960-1965
Nota: Il fondo rosa denota le gare della Formula 2.
| Anno | Vincitore          | Vettura        | Resoconto           |
| ---- | ------------------ | -------------- | ------------------- |
| 1960 | Wolfgang von Trips | Ferrari        | Solituderennen 1960 |
| 1961 | Innes Ireland      | Lotus-Climax   | Solituderennen 1961 |
| 1962 | Dan Gurney         | Porsche        | Solituderennen 1962 |
| 1963 | Jack Brabham       | Brabham-Climax | Solituderennen 1963 |
| 1964 | Jim Clark          | Lotus-Climax   | Solituderennen 1964 |
| 1965 | Chris Amon         | Lola-Ford      | Solituderennen 1965 |

## Nei media
Una fedele ricostruzione del tracciato è presente nel videogioco-simulatore di guida Grand Prix Legends (pubblicato da Sierra Entertainment nel 1998) che ha tra le sue opzioni il circuito di Solitude, però esso non è presente nella versione ufficiale, bensì è un'aggiunta (cosiddetta add-on) creata nel 2000 da un gruppo di programmatori indipendenti appassionati di questo videogioco. La variante riprodotta è quella in uso fino al 1965 ed è denominata "Solitude-Ring".